# Винченцо Данти
Винченцо Данти (итал. Vincenzo Danti; Перуђа, 1530 — Перуђа, 25. мај 1576) је био италијански вајар, градитељ и сликар.
У почетку је радио као златар. Био је Микеланђелов ученик и највише се бавио вајарством. Убраја се у маниристе. Његово главно дело налази се у Перуђи, то је бронзани споменик папе Јулија III израђен 1555. године. Друго његово значајно дело је мермерна група L'Onore chevince l'inganno у дворишту палате Баргело у Фиренци.